# Налётов, Иннокентий Иннокентьевич
Инноке́нтий Инноке́нтьевич Налётов (15 июля 1944 — 26 октября 2022) — советский и российский военачальник, адмирал (20.12.1996).

## Биография
Родился 15 июля 1944 года в селе Каменка Иркутской обл. Через год переехал с матерью в село Олонки, где прожил более 15 лет.
В 1961 году окончил Олонскую среднюю школу и поступил в Тихоокеанское высшее военно-морское училище имени С. О. Макарова.
В 1967 году, получив диплом военного штурмана и звание лейтенанта, был направлен на подводные лодки Северного флота. В 1974 году, окончив командирские классы, получил назначение в 11-ю дивизию атомных подводных лодок, где прошёл путь от старшего помощника командира атомохода до комдива. Являлся командиром К-313 проекта 670 (11.1977—09.1980), командиром К-503 проекта 670М (1980—1981), командиром 11-й дивизии атомных подводных лодок (1984—1987).
В 1984 году окончил Военно-морскую академию имени Маршала Советского Союза А. А. Гречко, в 1989 г. — Военную академию Генерального штаба Вооруженных Сил СССР имени К. Е. Ворошилова.
Служил в штабе Северного флота, затем начальник штаба Северного флота (1992—1996 гг.). Вице-адмирал (1992).
С декабря 1996 года командовал Морскими силами Пограничных войск Российской Федерации (с августа 1997 г. — МОХР ФПС России); с 1998 года должность именовалась «заместитель директора Федеральной пограничной службы Российской Федерации — начальник Департамента морской охраны».
С 1999 года являлся советником генерального директора ФГУП «Рособоронэкспорт», курировал военно-техническое сотрудничество с иностранными государствами.
В 2002 года уволен в запас. Защитил кандидатскую диссертацию по проблемам экономической безопасности морских пространств России.
Жил и работал в Москве. Возглавлял Совет моряков-пограничников, проживающих в Москве и Московской области. Представлял моряков-пограничников в Российском совете ветеранов пограничной службы.
Председатель Российского общественного благотворительного фонда ветеранов (пенсионеров) войны, труда и Вооруженных Сил (Российского фонда ветеранов).
Награждён орденами Ленина (1987), «За службу Родине в Вооружённых Силах СССР» III степени (1982), Мужества (2003), «За военные заслуги» (1.03.1996), медалями.
Почётный полярник.
15 июля 2014 года на здании школы, в которой учился Налётов, установлена почётная доска.
Скончался 26 октября 2022 года.